# 小浜町 (福島県)
小浜町（おばままち）は福島県北部、安達郡に属していた町。現在の二本松市の南東部、国道459号沿線、移川上流にあたる。旧岩代町の中心地でもあった。本項では町制前の名称である小浜村（おばまむら）についても述べる。

## 地理
- 河川：移川

## 歴史
- 1889年（明治22年）4月1日 - 町村制の施行により、小浜村、小浜成田村、西勝田村、上長折村、下長折村が合併して小浜村が発足。
- 1901年（明治34年）8月14日 - 小浜村が町制施行して小浜町となる。
- 1955年（昭和30年）1月1日
  - 太田村の一部（大字上太田の一部）を編入。
  - 新殿村・旭村と合併して岩代町が発足。同日小浜町廃止。

## 交通
- 1924年（大正13年）に、小浜町と二本松を結ぶ路線バスが開通[1]。

## 出身著名人
- 佐藤伝兵衛（旧姓・菅野、貴族院多額納税者議員）